# Terrain Coaster

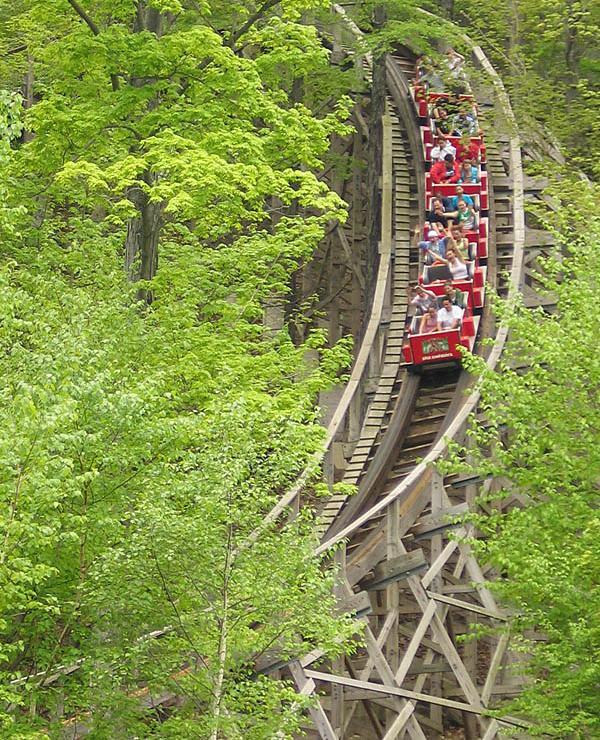
Boulder Dash in Lake Compounce

Terrain Coaster sind Achterbahnen, die sich die normalerweise natürlichen Wellen des Geländes, auf dem sie gebaut sind, zunutze machen. Solche Fahrten schlängeln sich oft durch Wälder, und manche tauchen sogar Klippen hinunter. Da sie dazu neigen nahe am Boden zu bleiben, benötigen sie weniger Stützen und sind daher normalerweise billiger als die gleiche Achterbahn auf ebenem Boden.

## Bekannte Beispiele

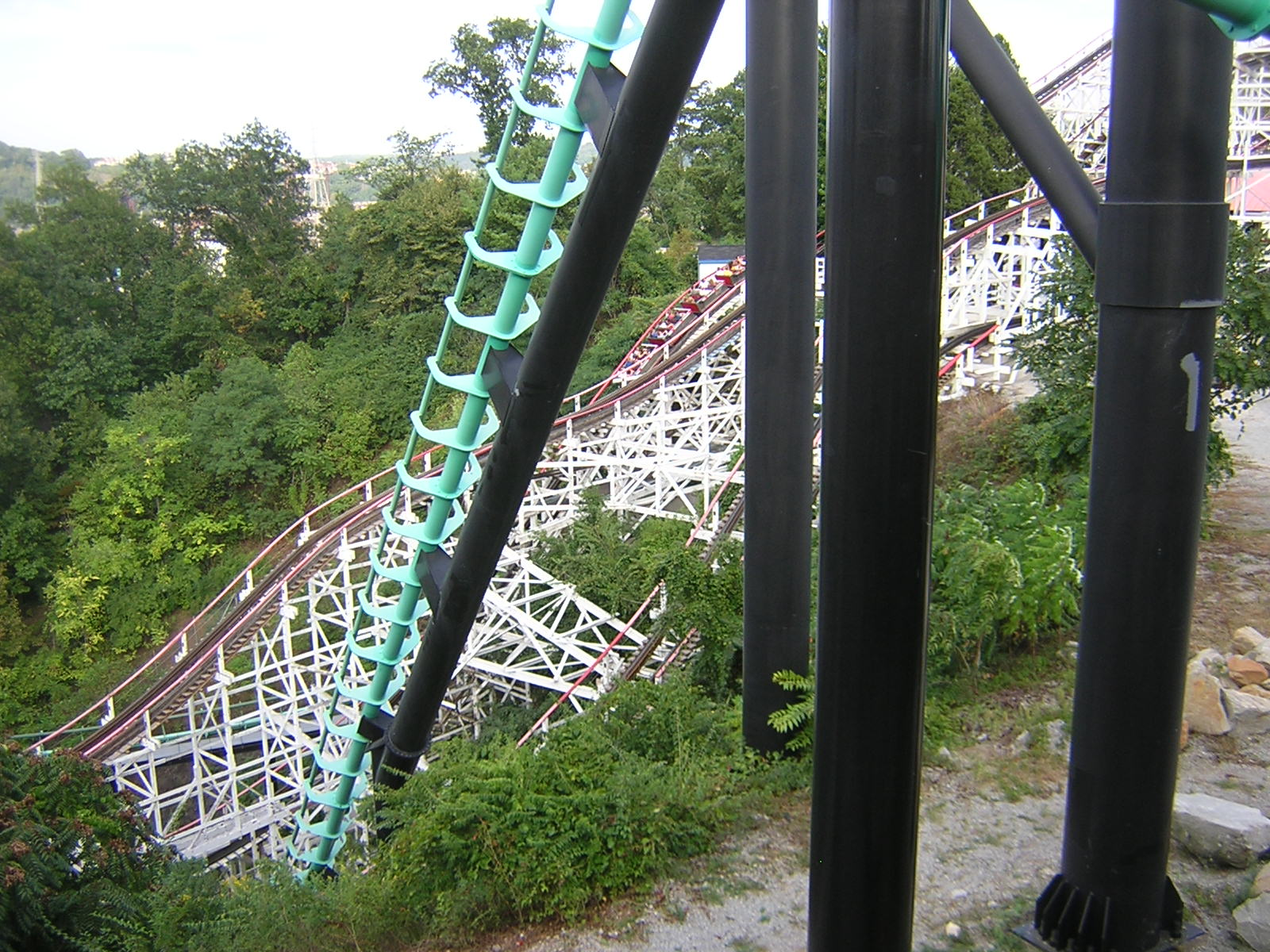
Second Drop von Phantom’s Revenge

- The Ultimate in Lightwater Valley war die längste Geländeachterbahn der Welt und die zweitlängste Achterbahn. Nur der erste Lifthill (32 m) war vom Park aus sichtbar, dann fuhr die Bahn natürliche Hügel auf und ab, bis sie den zweiten Lifthill (33 m) erreichte, von dem er in das bewaldete Tal stürzte, wo er die Ufer passierte. Nach 7 Minuten Fahrzeit kehrte die Bahn in die Station zurück.
- Kennywood liegt in einer hügeligen Gegend in Pittsburgh. Viele Achterbahnen des Parks nutzen die Topografie erheblich aus, zum Beispiel ist die letzte Abfahrt von Thunderbolt die längste.[5]
- Boulder Dash ist ein Out and Back Coaster der über die Seite eines Berges fährt.[6]
- Holiday World ist auch bekannt für seine Terrain Coaster, besonders für The Voyage.
- The Beast in Kings Island war die längste Holzachterbahn seit ihrer Eröffnung 1979. Nur die beiden Lifthills sind vom Boden oder anderen Attraktionen aus sichtbar, der Rest seiner 2,1 km langen Strecke ist unterhalb der Baumgrenze tief in einem Wald versteckt.
- Vortex in Canada’s Wonderland ist ein Terrain Coaster an einem Fluss.
- Apollo’s Chariot in Busch Gardens fährt 64 m tief in eine mit Wasser gefüllte Schlucht.
- Sooperdooperlooper[7] und Trailblazer[8] in Hersheypark